# São José do Inhacorá
São José do Inhacorá est une municipalité brésilienne située dans l'État du Rio Grande do Sul.